# Frank Michael (Komponist)
Frank Michael (* 3. Februar 1943 in Leipzig) ist ein deutscher Komponist und Flötist.

## Leben
Frank Michael verbrachte Kindheit und Jugend in Marburg an der Lahn, wo die Familie im Haus des evangelischen Theologen Rudolf Bultmann Aufnahme gefunden hatte. Nach dem Abitur auf dem Gymnasium Philippinum (Marburg) studierte er an der Hochschule für Musik und Darstellende Kunst Frankfurt am Main Komposition bei Richard Rudolf Klein und Kurt Hessenberg sowie Flöte bei Willy Schmidt. 1984 bis 1993 unterrichtete er an derselben Hochschule Tonsatz sowie 1992 bis 1994 an der Hochschule für Musik Heidelberg-Mannheim Formenlehre/Analyse und Neue Musik. Als Flötenlehrer ist Michael außerdem seit 1974 an der Städtischen Musikschule Müllheim tätig.
Michael gründete 1968 in Marburg das „Marburger Studio“ und 1970 in Freiburg im Breisgau die „Neue Reihe“ als Konzertreihen für Neue Musik. Seit 1971 ist er Mitglied der „Camerata Instrumentale Freiburg“, deren Leitung er 1985 übernahm. Michael hat als Flötist zahlreiche Werke uraufgeführt, darunter von Boris Blacher, John Cage, Reinhard Wolschina, Felix Werder, Andreas Grün, Martin Christoph Redel, Klaus Hinrich Stahmer, Wolfgang Ludewig. Michael hat außerdem Urtextausgaben sowie Bearbeitungen für Flöte beim Musikverlag Zimmermann veröffentlicht.
Der frühe Tod seiner Frau, der Flötistin Sigrid Eppinger, im Dezember 1984 war für Michael ein nicht nur persönlich, sondern auch künstlerisch einschneidendes Ereignis. Er lebt heute als freischaffender Musiker in Stegen-Eschbach im Südschwarzwald.

## Musik
In Michaels Musik durchdringen sich poetische und konstruktive Elemente. Traditionelle Satzstrukturen und Spielweisen verbinden sich häufig mit unkonventionellen Techniken. Themen wie Natur, Erotik und Tod spielen immer wieder eine große Rolle. In vielen Werken bilden Ton- oder Zahlensymbolik oder Zitate eine subkutane Bedeutungsebene.

## Werke (Auswahl)

### Orchesterwerke
- Violinkonzert op. 9 (1964) Hommage à Bartók
- Maithuna op. 26 (1968) für Kammerorchester
- Mandala I op. 36 Nr. 1 (1972/73) Konzert für Soloflöte, Flöten, Streicher und Schlagzeug
- Veränderungen einer Landschaft op. 42 (1976) für großes Orchester
- Hornkonzert op. 55 (1984)
- Schwarzer Gesang op. 66a (1991) für Subbassflöte solo, Oboen, Schlagzeug und Streicher
- Radierungen op. 100 (2003) für Streichorchester
- Fresken op. 117 (2008) für symphonisches Blasorchester mit Münsterglocken

### Vokalmusik
- Traum der Sulamith op. 37a (1974) für Mezzosopran und Orchester
- Das Hohe Lied op. 37b (1974) für Chor a cappella
- De profundis op. 46 (1977) für Chor und Orchester
- Arcimboldesken op. 50 (1981) für Gesangsquartett und Renaissance-Ensemble

### Kammermusik
- Nepenthes rajah op. 23 Nr. 2 (1970) für Flöte, Altflöte und Klavier
- Yantra op. 41 (1974) für Klavier, Violine und Violoncello
- Schattenspiele op. 44 (1977) für Flöte und präpariertes Klavier
- I GING – Buch der Wandlungen op. 49 (1979/80) für Flöte, Saxophon, Posaune und Streichtrio
- Streichquartett Nr. 4 op. 56 (1983/84) „Metamorphosen des Eros“
- Trio op. 58 (1985) für Flöte, Violoncello und Klavier
- Innere Bilder op. 59 (1985) für Flöte und Harfe
- Streichquartett Nr. 5 op. 63 (1986) „Metamorphosen der Trauer“
- Schmetterlinge op. 64 (1987) für 2 Flöten
- Schwarz wie Antimon ... op. 70 (1991) für 3 Fagotte und Kontrafagott
- Nocturnal op. 68 (1994) für Flöte und Gitarre
- Die Straßen singen, die Steine reden op. 76 (1995) für Flöte, Klarinette, Posaune, Violine, Violoncello, Kontrabass und Klavier
- Crying Game op. 77 (1996) für Saxophonquartett
- Graffiti op. 81 (1996) für Violine und Klavier
- Feuerschrift op. 88 (1999) für Oboe, Violoncello und Klavier
- Septett op. 94 (2001) für Klarinette, Horn, Fagott, Violine, Viola, Violoncello und Kontrabass
- Streichquartett Nr. 6 op. 96 (2001/02) „dona nobis pacem“
- ...ineinandergeflochten... op. 103 (2004) 2. Bläserquartett
- Streichquartett Nr. 7 op. 108 (2006)
- Lichtgitter op. 110 (2006) für Gitarre und Klavier
- Streichtrio op. 115 (2008)
- C’était au temps heureux op. 120 (2009) für Flöte, Oboe und Streichtrio
- MessingFarben op. 123 (2011) für 2 Trompeten und 2 Posaunen
- Facetten op. 133 (2016) für Flöte, Violine und Viola

### Solowerke
- Invocationes op. 33 (1971) für Flöte
- Nâda op. 51 (1983) für Klavier
- Fragmente op. 60 (1985) für Violine
- Spiegelschriften op. 67 (1989) für einen Flötisten mit Zusatzinstrumenten
- Lyrische Suite op. 116 (2006/07) für Klarinette
- Schattengesänge op. 119 (2010) für Violoncello

### Schriften
- Béla Bartóks Variationstechnik dargestellt im Rahmen einer Analyse seines 2. Violinkonzertes, Gustav Bosse Verlag Regensburg, FBMw 27, 1976, ISBN 3-7649-2137-4
- Versuch über Musiken der Trauer und des Todes. In: TIBIA 4/1996

## Auszeichnungen
- 1971 bis 1974 Stipendium der Mozart-Stiftung von 1838 zu Frankfurt am Main
- 1975 Förderpreis zum Johann-Wenzel-Stamitz-Preis der Künstlergilde Esslingen
- 1976 Förderpreis zum Kompositionspreis der Landeshauptstadt Stuttgart
- 1984 Förderpreis zum Reinhold-Schneider-Preis der Stadt Freiburg im Breisgau